# Worlds Collide
Worlds Collide je studiové album finské kapely Apocalyptica.

## Seznam skladeb
Autor je Eicca Toppinen pokud není uvedeno jinak.
1. „Worlds Collide“ – 4:28
2. „Grace“ (Mikko Sirén, Tomoyasu Hotei) – 4:09
  - feat. Tomoyasu Hotei na kytaru
3. „I'm Not Jesus“ (Apocalyptica, Geno Lenardo, Johnny Andrews) – 3:34
  - feat. Corey Taylor
4. „Ion“ – 3:46
5. „Helden“ (David Bowie, Brian Eno) – 4:18
  - feat. Till Lindemann
6. „Stroke“ – 4:32
7. „Last Hope“ (Mikko Sirén, Eicca Toppinen) – 4:47
  - feat. Dave Lombardo na bicí
8. „I Don't Care“ (Max Martin, Eicca Toppinen, Adam Gontier) – 3:57
  - feat. Adam Gontier
9. „Burn“ – 4:16
10. „S.O.S. (Anything But Love)“ (Eicca Toppinen, Johnny Andrews) – 4:19
  - feat. Cristina Scabbia
11. „Peace“ – 5:49

## Special Edition

### Bonusy
1. "Ural" – 5:41
2. "Lies" (Perttu Kivilaakso) – 3:43
3. "Dreamer" (Paavo Lötjönen) – 3:36